# Bryan Cranston
Bryan Lee Cranston (Los Angeles, 7 marzo 1956) è un attore, regista e produttore televisivo statunitense.
È noto principalmente per aver interpretato il ruolo di Hal nella sitcom Malcolm (2000-2006) e quello di Walter White nella serie televisiva Breaking Bad (2008-2013), che gli è valso quattro premi Emmy e un premio Golden Globe.
Cranston ha vinto due Tony Award come miglior attore in un'opera teatrale, per l'interpretazione di Lyndon B. Johnson nello spettacolo di Broadway All the Way nel 2014 e per l'opera Network nel 2019. Nel 2016 ha ottenuto la candidatura al premio Oscar come miglior attore protagonista, per l'interpretazione di Dalton Trumbo nel film biografico L'ultima parola - La vera storia di Dalton Trumbo (2015).

## Biografia

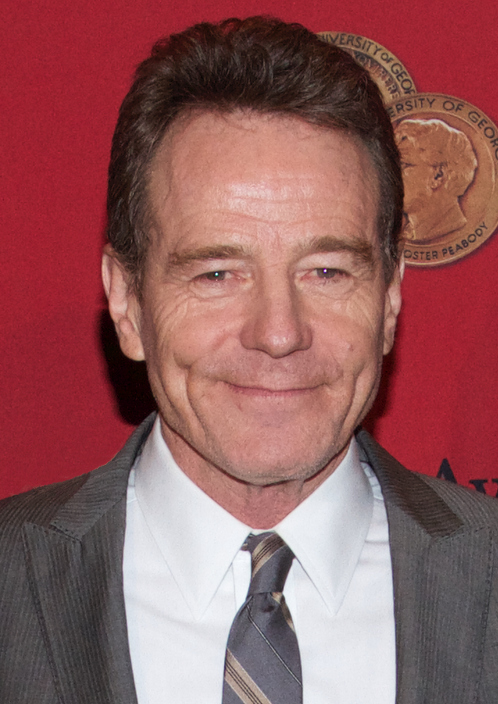
Bryan Cranston ai Peabody Awards 2014

Cranston nasce ad Hollywood, un quartiere di Los Angeles (in California), il 7 marzo del 1956, secondogenito dei tre figli di Joseph Louis "Joe" Cranston (1924-2014), produttore, sceneggiatore e attore d'origini irlandesi, ebraico-austriache e tedesche, e di Audrey Peggy Sell (1923-2004), un'interprete di radiodrammi, figlia a sua volta d'immigrati tedeschi. Trascorre buona parte della sua infanzia presso l'allevamento di polli dei nonni a Canoga Park, nella valle di San Fernando. Ha un fratello chiamato Kyle Edward; i suoi genitori divorziarono quando aveva 13 anni.
Ha inizialmente raggiunto la notorietà per aver interpretato Hal Wilkerson, il padre del protagonista nella serie televisiva Malcolm. È stato candidato a numerosi Emmy Award e ha partecipato a svariate serie televisive. Nel 2007 fa la sua apparizione in due puntate della seconda stagione della sit-com How I Met Your Mother, nel ruolo del petulante e saccente capo del protagonista Ted Mosby. Ha una parte marginale in Salvate il soldato Ryan e interpreta Lucifero in Fallen - Angeli caduti. Dal 2008 al 2013 è il protagonista della pluripremiata serie Breaking Bad nei panni di Walter White, interpretazione che gli vale quattro premi Emmy come miglior attore protagonista nel 2008, nel 2009, nel 2010 e nel 2014, più un premio Golden Globe sempre nel 2014.
Nel 2011 recita in Contagion di Steven Soderbergh e in Drive di Nicolas Winding Refn. Nel 2012 è impegnato in molte produzioni cinematografiche importanti, come John Carter, Rock of Ages, Total Recall - Atto di forza e Argo. Nel 2013 riceve una stella sulla famosa Hollywood Walk of Fame. Nello stesso anno, interpreta il ruolo del presidente degli Stati Uniti, Lyndon B. Johnson, nell'American Repertory Theater a Broadway, nella produzione All the Way, in una performance che riscuote ampi consensi, per il quale l'attore riceve un Tony Award.
Nel 2014 interpreta il ruolo dello scienziato Joe Brody nel film Godzilla. Nel 2014 viene annunciata la partecipazione di Cranston come protagonista dell'adattamento della HBO di All the Way; Steven Spielberg è indicato come uno dei produttori esecutivi dello show. Nel 2015 comincia a lavorare in qualità di produttore alla serie televisiva Sneaky Pete ordinata dagli Amazon Studios. Dopo aver interpretato il protagonista de L'ultima parola - La vera storia di Dalton Trumbo, ruolo grazie al quale ottiene una candidatura all'Oscar al miglior attore, a febbraio del 2016 inizia le riprese del film commedia Proprio lui? di John Hamburg.

## Vita privata
È stato sposato dal 1977 al 1982 con la scrittrice e sceneggiatrice Mickey Middleton. Nel 1989 si è risposato con l'attrice Robin Dearden, conosciuta sul set della serie Supercopter e dalla quale nel 1993 ha avuto una figlia, Taylor Dearden.

## Filmografia

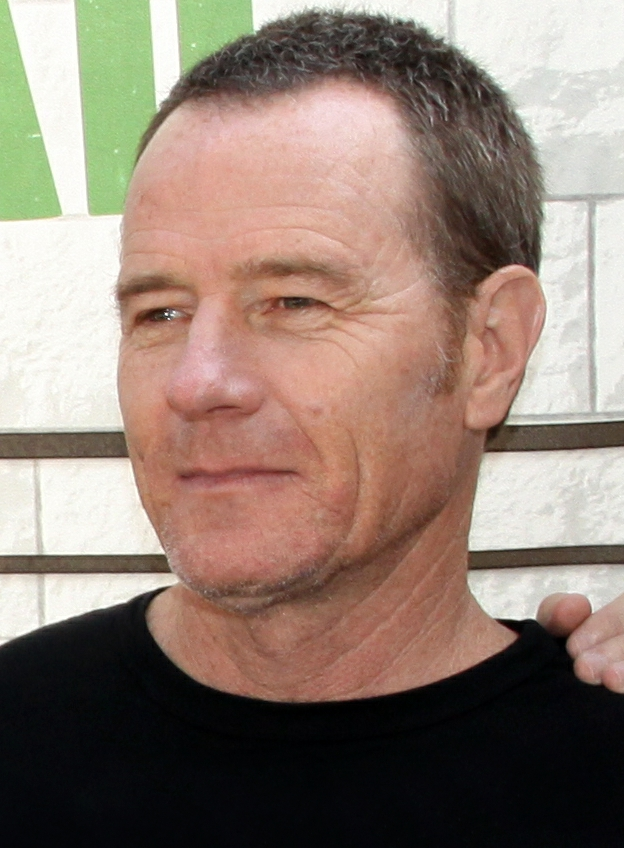
Bryan Cranston alla conferenza della serie Breaking Bad (2010)

### Attore

#### Cinema
- Donne amazzoni sulla Luna (Amazon Women on the Moon), regia di Joe Dante (1987)
- The Big Turnaround, regia di Joe Cranston (1988)
- Corporate Affairs, regia di Terence H. Winkless (1990)
- Terrore nello spazio (Dead Space), regia di Fred Gallo (1991)
- Erotique - Oltre i confini dell'erotismo, episodio Let's talk about sex (Erotique), regia di Lizzie Borden (1993)
- Amnesia investigativa (Clean Slate), regia di Mick Jackson (1994)
- Music Graffiti (That Thing You Do!), regia di Tom Hanks (1996)
- Il giustiziere della strada (Street Corner Justice), regia di Charles Bail (1996)
- Situazione critica (Strategic Command), regia di Rick Jacobson (1997)
- Sfida contro il tempo (Time Under Fire), regia di Scott P. Levy e Tripp Reed (1997)
- Salvate il soldato Ryan (Saving Private Ryan), regia di Steven Spielberg (1998)
- Last Chance, regia di Bryan Cranston (1999)
- The Prince of Light, regia di Yûgô Sakô (2000)
- Terror Tract, regia di Lance W. Dreesen e Clint Hutchison (2000)
- The Big Thing, regia di Aleks Horvat (2000)
- Seeing Other People, regia di Wallace Wolodarsky (2004)
- Illusion, regia di Michael A. Goorjian (2004)
- Little Miss Sunshine, regia di Jonathan Dayton e Valerie Faris (2006)
- Intellectual Property, regia di Nicholas Peterson – cameo (2006)
- Hard Four, regia di Charles Dennis (2007)
- Love Ranch, regia di Taylor Hackford (2010)
- The Lincoln Lawyer, regia di Brad Furman (2011)
- Detachment - Il distacco (Detachment), regia di Tony Kaye (2011)
- Leave, regia di Robert Celestino (2011)
- Drive, regia di Nicolas Winding Refn (2011)
- L'amore all'improvviso - Larry Crowne (Larry Crowne), regia di Tom Hanks (2011)
- Contagion, regia di Steven Soderbergh (2011)
- Red Tails, regia di Anthony Hemingway (2012)
- John Carter, regia di Andrew Stanton (2012)
- Rock of Ages, regia di Adam Shankman (2012)
- Total Recall - Atto di forza (Total Recall), regia di Len Wiseman (2012)
- Argo, regia di Ben Affleck (2012)
- Fredda è la notte (Cold Comes the Night), regia di Tze Chun (2013)
- Writer's Block, regia di Brandon Polanco – cortometraggio (2013)
- Godzilla, regia di Gareth Edwards (2014)
- L'ultima parola - La vera storia di Dalton Trumbo (Trumbo), regia di Jay Roach (2015)
- Get a Job, regia di Dylan Kidd (2016)
- The Infiltrator, regia di Brad Furman (2016)
- In Dubious Battle - Il coraggio degli ultimi (In Dubious Battle), regia di James Franco (2016)
- Proprio lui? (Why Him?), regia di John Hamburg (2016)
- Wakefield - Nascosto nell'ombra (Wakefield), regia di Robin Swicord (2016)
- The Disaster Artist, regia di James Franco (2017) – cameo
- Power Rangers, regia di Dean Israelite (2017)
- Last Flag Flying, regia di Richard Linklater (2017)
- Sempre amici (The Upside), regia di Neil Burger (2017)
- El Camino - Il film di Breaking Bad (El Camino: A Breaking Bad Movie), regia di Vince Gilligan (2019)
- L'unico e insuperabile Ivan (The One and Only Ivan), regia di Thea Sharrock (2020)
- Jerry e Marge giocano alla lotteria (Jerry & Marge Go Large), regia di David Frankel (2022)
- Asteroid City, regia di Wes Anderson (2023)
- Argylle - La super spia (Argylle), regia di Matthew Vaughn (2024)
- La trama fenicia (The Phoenician Scheme), regia di Wes Anderson (2025)

#### Televisione
- Più veloce del vento (To Race the Wind), regia di Walter Grauman – film TV (1980) – non accreditato
- Crisis Counselor – serie TV, episodio 1x138 (1982)
- CHiPs – serie TV, episodio 6x09 (1982)
- Quando si ama (Loving) – serial TV, puntata 1x01 (1983)
- Cover Up – serie TV, episodio 1x17 (1985)
- Una vita da vivere (One Life to Live) – serial TV (1985)
- Airwolf – serie TV, episodio 3x17 (1986)
- Nord e Sud II (North and South, Book II), regia di Kevin Connor – miniserie TV, 1 episodio (1986)
- La signora in giallo (Murder, She Wrote) – serie TV, episodi 2x20-2x16-6x12-12x17 (1986-1996)
- Hill Street giorno e notte (Hill Street Blues) – serie TV, episodio 7x21 (1987)
- Matlock – serie TV, episodi 2x11-6x05 (1987-1991)
- Il ritorno dell'uomo da sei milioni di dollari (The Return of the Six-Million-Dollar Man and the Bionic Woman), regia di Ray Austin – film TV (1987)
- Raising Miranda – serie TV, 9 episodi (1988)
- Falcon Crest – serie TV, episodio 8x18 (1989)
- Steven, 7 anni: rapito (I Know My First Name Is Steven), regia di Larry Elikann – film TV (1989)
- Baywatch – serie TV, episodio 1x08 (1989)
- Hull High – serie TV, episodio 1x08 (1990)
- Capital News – serie TV, episodio 1x03 (1990)
- Due come noi (Jake and the Fatman) – serie TV, episodio 4x03 (1990)
- Flash – serie TV, episodio 1x13 (1991)
- Frammenti di un incubo (Dead Silence), regia di Peter O'Fallon – film TV (1991)
- L.A. Law - Avvocati a Los Angeles (L.A. Law) – serie TV, episodio 6x11 (1992)
- The Disappearance of Nora, regia di Joyce Chopra – film TV (1993)
- Profeta del male (Prophet of Evil: The Ervil LeBaron Story), regia di Jud Taylor – film TV (1993)
- Days like This, regia di John Bowab – film TV (1994)
- Viper – serie TV, episodio 1x08 (1994)
- Walker Texas Ranger – serie TV, episodio 2x19 (1994)
- Seinfeld – serie TV, 4 episodi (1994-1997)
- Programmato per amare (The Companion), regia di Gary Fleder – film TV (1994)
- Men Who Hate Women & the Women Who Love Them, regia di Corey Allen – film TV (1994)
- Il tocco di un angelo (Touched by an Angel) – serie TV, episodio 1x11 (1995)
- Una famiglia a tutto gas (Brotherly Love) – serie TV, episodio 1x02 (1995)
- Mike Land: professione detective (Land's End) – serie TV, episodi 1x01-1x02 (1995)
- Un filo nel passato (Nowhere Man) – serie TV, episodio 1x08 (1995)
- Kissing Miranda, regia di Aleks Horvat – film TV (1995)
- Extreme Blue – film TV (1995)
- The Louie Show – serie TV, 6 episodi (1996)
- Un detective in corsia (Diagnosis: Murder) – serie TV, episodi 3x10-6x05 (1996-1998)
- The Rockford Files: Punishment and Crime, regia di David Chase – film TV (1996)
- Moloney – serie TV, episodio 1x12 (1997)
- Babylon 5 – serie TV, episodio 4x05 (1997)
- Dogs – serie TV, episodio 1x01 (1997)
- Goode Behavior – serie TV, episodio 1x19 (1997)
- Sabrina, vita da strega (Sabrina, the Teenage Witch) – serie TV, episodio 1x24 (1997)
- Pearl – serie TV, episodio 1x21 (1997)
- Total Security – serie TV, episodio 1x10 (1997)
- Alright Already – serie TV, episodio 1x03 (1997)
- Brooklyn South – serie TV, episodi 1x11-1x15 (1998)
- Dalla Terra alla Luna (From the Earth to the Moon) – miniserie TV, 2 episodi (1998)
- V.I.P. (V.I.P. Vallery Irons Protection) – serie TV, episodio 1x01 (1998)
- X-Files (The X-Files) – serie TV, episodio 6x02 (1998)
- Chicago Hope – serie TV, episodio 5x09 (1998)
- Working – serie TV, episodio 2x08 (1998)
- Tesoro, mi si sono ristretti i ragazzi (Honey, I Shrunk the Kids: The TV Show) – serie TV, episodio 2x11 (1998)
- Una famiglia del terzo tipo (3rd Rock from the Sun) – serie TV, episodio 4x14 (1999)
- Jarod il camaleonte (The Pretender) – serie TV, episodio 3x16 (1999)
- The King of Queens – serie TV, 4 episodi (1999-2001)
- Malcolm (Malcolm in the Middle) – serie TV, 151 episodi (2000-2006)
- Natale2.com, regia di Nick Castle – film TV (2001)
- National Lampoon's Holiday Party (National Lampoon's Holiday Reunion), regia di Neal Israel – film TV (2001)
- How I Met Your Mother – serie TV, episodi 2x06-2x13-9x09 (2006-2013)
- Fallen - Angeli caduti (Fallen), regia di Mikael Salomon – miniserie TV, 4 episodi (2006)
- The Hollywood Quad, regia di James Troesh – film TV (2008)
- Breaking Bad – serie TV, 62 episodi (2008-2013)
- Breaking Bad: Original Minisodes – miniserie TV, 5 episodi (2009)
- The Handlers – serie TV, 4 episodi (2011)
- 30 Rock – serie TV, episodio 7x02 (2012)
- Seth Rogen = Worst Person in the World, regia di Van Robichaux – cortometraggio (2013)
- Übermansion, regia di Zeb Wells – film TV (2013)
- Sneaky Pete – serie TV, 10 episodi (2015-2017)
- All the Way, regia di Jay Roach – film TV (2016)
- Philip K. Dick's Electric Dreams – serie TV, episodio 1x06 (2017)
- Your Honor – serie TV, 20 episodi (2020-2023)
- Better Call Saul – serie TV, episodi 6x11 - 6x13 (2022)
- The Studio – serie TV, episodi 1x01-1x09 (2025)

### Doppiatore
- Le ali di Honneamise, regia di Hiroyuki Yamaga (1987) - doppiaggio statunitense
- Power Rangers – serie TV, episodi 1x14-1x38 (1993) – non accreditato
- Chôjikû seiki Ôgasu 02, di registi vari – cortometraggio (1993)
- Morudaibâ, di registi vari – cortometraggio (1993)
- Macross Plus, regia di Shôji Kawamori e Shinichirô Watanabe (1994)
- Teknoman – serie TV, 1 episodio (1994)
- Armitage III, di registi vari (1995)
- Eagle Riders – serie TV, 1 episodio (1996)
- Armitage III: Poly-Matrix, regia di Takuya Satô (1997)
- Clerks – serie TV, episodi 1x03-1x04-1x05 (2000-2001)
- Santa Claus va in pensione (The Santa Claus Brothers), regia di Mike Fallows – film TV (2001)
- Lilo & Stitch – serie animata, 4 episodi (2003-2005)
- American Dad! – serie animata, episodi 1x15-5x11 (2005-2010)
- Magnificent Desolation: Walking on the Moon 3D, regia di Mark Cowen – documentario, cortometraggio (2005)
- Glenn Martin DDS – serie animata, episodi 2x03-2x24 (2011)
- Batman: Year One, regia di Sam Liu e Lauren Montgomery (2011)
- Robot Chicken – serie animata, 4 episodi (2011-2016)
- Madagascar 3 - Ricercati in Europa (Madagascar 3: Europe's Most Wanted), regia di Eric Darnell e Conrad Vernon (2012)
- Archer – serie animata, episodi 3x12-3x13 (2012)
- I Simpson (The Simpson) – serie animata, episodi 23x20-24x17 (2012-2013)
- The Cleveland Show – serie animata, 9 episodi (2012-2013)
- I Griffin (Family Guy) – serie animata, episodio 12x16 (2014)
- Kung Fu Panda 3, regia di Alessandro Carloni e Jennifer Yu (2016)
- L'isola dei cani (Isle of Dogs), regia di Wes Anderson (2018)
- Kung Fu Panda 4, regia di Mike Mitchell (2024)

### Regista
- Last Chance (1999)
- Malcolm – serie TV, 7 episodi (2003-2005)
- Special Unit – film TV (2006)
- Big Day – serie TV, episodio 1x05 (2006)
- Breaking Bad – serie TV, episodi 2x01-3x01-5x09 (2009-2013)
- Modern Family – serie TV, episodi 3x19-5x10 (2012-2013)
- The Office – serie TV, episodio 9x04 (2012)
- Sneaky Pete – serie TV, episodio 1x08 (2017)
- Your Honor – serie TV, episodio 1x10 (2021)

### Produttore esecutivo
- Last Chance, regia di Bryan Cranston (1999)
- KidSmartz, regia di Christopher Haifley – documentario (2003)
- The Handlers – serie TV, 5 episodi (2011)
- Breaking Bad – serie TV, 29 episodi (2011-2013)
- Sneaky Pete – serie TV, 19 episodi (2015-2019)
- Philip K. Dick's Electric Dreams – serie TV, 10 episodi (2017)
- Your Honor – serie TV, 9 episodi (2020-2023)

### Sceneggiatore
- Last Chance, regia di Bryan Cranston (1999)
- The Handlers – serie TV, episodio 1x04 (2011)
- Sneaky Pete – serie TV (2015-2019)

## Teatro
- Casa di bambola di Henrik Ibsen, regia di Michael Donald Edwards. UCSC Mainstage Theater di Santa Cruz (1992)
- La bisbetica domata di William Shakespeare, regia di Danny Scheie. Lilian Fontaine Garden Theatre at the Montalvo Arts Center di Saratoga (1992)
- The God of Hell, di Sam Shepard, regia di Jason Alexander. Geffen Playhouse di Los Angeles (2006)
- All the Way di Robert Schenkkan, regia di Bill Rauch. American Conservatory Theatre di Cambridge (2013), Bernard B. Jacobs Theatre di Broadway (2014)
- Network, di Lee Hall, regia di Ivo van Hove. National Theatre di Londra (2017), Belasco Theatre di Broadway (2019)
- Power of Sail di Paul Grellong, regia di Weyni Mengesha. Geffen Playhouse di Los Angeles (2022)

## Riconoscimenti
- Premio Oscar
  - 2016 – Candidatura per il miglior attore protagonista per L'ultima parola - La vera storia di Dalton Trumbo

- Golden Globe
  - 2003 – Candidatura per il miglior attore non protagonista in una serie per Malcom
  - 2011 – Candidatura per il miglior attore in una serie drammatica per Breaking Bad
  - 2012 – Candidatura per il miglior attore in una serie drammatica per Breaking Bad
  - 2013 – Candidatura per il miglior attore in una serie drammatica per Breaking Bad
  - 2014 – Miglior attore in una serie drammatica per Breaking Bad
  - 2016 – Candidatura per il miglior attore in un film drammatico per L'ultima parola – La vera storia di Dalton Trumbo
  - 2021 – Candidatura per il migliore attore protagonista in una miniserie o film per la televisione per Your Honor

- Emmy Award
  - 2002 – Candidatura per il migliore attore non protagonista in una serie comica o commedia per Malcom
  - 2003 – Candidatura per il migliore attore non protagonista in una serie comica o commedia per Malcom
  - 2006 – Candidatura per il migliore attore non protagonista in una serie comica o commedia per Malcom
  - 2008 – Migliore attore in una serie TV drammatica per Breaking Bad
  - 2009 – Migliore attore in una serie TV drammatica per Breaking Bad
  - 2010 – Migliore attore in una serie TV drammatica per Breaking Bad
  - 2012 – Candidatura per il migliore attore in una serie TV drammatica per Breaking Bad
  - 2013 – Candidatura per il migliore attore in una serie TV drammatica per Breaking Bad
  - 2014 – Migliore attore in una serie TV drammatica per Breaking Bad

- Satellite Award
  - 2008 – Miglior attore in una serie drammatica per Breaking Bad
  - 2009 – Miglior attore in una serie drammatica per Breaking Bad
  - 2010 – Miglior attore in una serie drammatica per Breaking Bad

- Saturn Award
  - 2012 – Miglior attore in una serie televisiva per Breaking Bad
  - 2013 – Miglior attore in una serie televisiva per Breaking Bad

- Screen Actors Guild Award
  - 2010 – Miglior attore in una serie drammatica per Breaking Bad
  - 2011 – Miglior attore in una serie drammatica per Breaking Bad
  - 2012 – Candidatura per il miglior attore in una serie drammatica per Breaking Bad
  - 2012 – Candidatura per il miglior cast in una serie drammatica per Breaking Bad
  - 2013 – Miglior attore in una serie drammatica per Breaking Bad
  - 2013 – Miglior cast per Argo
  - 2013 – Candidatura per il miglior cast in una serie drammatica per Breaking Bad
  - 2014 – Miglior attore in una serie drammatica per Breaking Bad
  - 2014 – Miglior cast in una serie drammatica per Breaking Bad
  - 2016 – Candidatura per il miglior attore cinematografico per L'ultima parola – La vera storia di Dalton Trumbo
  - 2016 – Candidatura per il miglior cast per L'ultima parola – La vera storia di Dalton Trumbo
  - 2017 – Miglior attore in un film televisivo o miniserie per All the Way

- Tony Award
  - 2014 – Miglior attore protagonista in uno spettacolo per All the Way
  - 2019 – Miglior attore protagonista in uno spettacolo per Network

Laurence Olivier Award
- 2018 – Miglior attore per Network
- Critics' Choice Television Award
  - 2012 – Miglior attore in una serie TV drammatica per Breaking Bad
  - 2013 – Miglior attore in una serie TV drammatica per Breaking Bad

## Doppiatori italiani
Nelle versioni in italiano delle opere in cui ha recitato, Bryan Cranston è stato doppiato da:
- Stefano De Sando in Breaking Bad, Contagion, Red Tails, John Carter, Argo, Godzilla, I Griffin (ep. 12x16[12]), Sneaky Pete, Proprio lui?, The Disaster Artist, El Camino - Il film di Breaking Bad, L'unico e insuperabile Ivan, Your Honor, Jerry e Marge giocano alla lotteria, Better Call Saul, Argylle - La super spia, The Studio, La trama fenicia
- Mario Cordova in Flash, Rock of Ages, Total Recall - Atto di forza, L'ultima parola - La vera storia di Dalton Trumbo, The Infiltrator, Wakefield - Nascosto nell'ombra
- Gianni Giuliano in Quando si ama, Sempre amici, Asteroid City
- Massimo Lodolo in Airwolf, Matlock (ep. 6x05), Un detective in corsia (ep. 6x10)
- Stefano Mondini ne Il ritorno dell'uomo da sei milioni di dollari, Terrore nello spazio, V.I.P.
- Fabrizio Pucci in Frammenti di un incubo, Sabrina, vita da strega
- Fabrizio Temperini in Babylon 5, X-Files
- Dario Oppido in Detachment - Il distacco, In Dubious Battle - Il coraggio degli ultimi
- Antonio Sanna in Seinfeld, The Lincoln Lawyer
- Michele Gammino in Salvate il soldato Ryan, 30 Rock
- Luca Ward ne La signora in giallo (ep. 2x20)
- Maurizio Romano ne La signora in giallo (ep. 6x12)
- Stefano Carraro ne La signora in giallo (ep. 12x17)
- Francesco Pannofino in Matlock (ep. 2x11)
- Claudio Capone in Baywatch
- Massimo Rinaldi in Un detective in corsia (ep. 3x10)
- Neri Marcorè ne Il tocco di un angelo
- Domenico Maugeri in Music Graffiti
- Saverio Indrio in Una famiglia del terzo tipo
- Pasquale Anselmo in Jarod il camaleonte
- Luciano Roffi in Dalla Terra alla Luna
- Gianni Bersanetti in The King of Queens
- Roberto Chevalier in Malcolm
- Renato Cortesi in Natale2.com
- Mario Zucca in National Lampoon's Holiday Party
- Pino Pirovano in How I Met Your Mother
- Roberto Draghetti in Little Miss Sunshine
- Sergio Di Stefano in Fallen - Angeli caduti
- Ennio Coltorti in Drive
- Roberto Pedicini in L'amore all'improvviso - Larry Crowne
- Norman Mozzato in Fredda è la notte
- Fabrizio Russotto in Get a Job
- Gino La Monica in All the Way
- Rodolfo Bianchi in Power Rangers
- Paolo Marchese in Philip K. Dick's Electric Dreams

Da doppiatore è sostituito da:
- Stefano De Sando in Archer, L'isola dei cani
- Paolo Marchese in Kung Fu Panda 3, Kung Fu Panda 4
- Alberto Angrisano ne I Griffin (Bert)
- Claudio Parachinetto in Santa Claus va in pensione
- Mauro Gravina in Lilo & Stitch (serie animata)
- Fabrizio Pucci in Madagascar 3 - Ricercati in Europa